# 김재건
김재건(1947년 6월 5일 ~ )은 대한민국의 배우이다. 1972년 연극 배우로 데뷔했다.

## 학력
- 중동고등학교
- 서울예술대학 연극과 (졸업)

## 출연작

### 연극
- 1972년 《포로들》
- 1973년 《이순신》
- 1977년 《물보라》
- 1982년 《돈쥐앙》
- 1985년 《여자가》
- 1987년 《꿈 하늘》
- 1991년 《사로잡힌 영혼》
- 1993년 《피고지고 피고지고》
- 1997년 《태》
- 1998년 《산불》
- 2000년 《로미오와 줄리엣》
- 2001년 《백년언약》
- 2005년 《맹진사댁 경사》
- 2008년 《테러리스트 햄릿》
- 2009년 《흉가에 볕들어라》
- 2011년 《아름다운 인연》
- 2011년 《너의 의미》
- 2011년 《상계동 덕분이》
- 2011년 《나두야 간다》
- 2011년 《느릅나무 그늘의 욕망》
- 2012년 《니 부모 얼굴이 보고 싶다》
- 2013년 《만선》
- 2024년 <햄릿>

### 영화
- 1970년 《지하여자 대학》
- 1977년 《겨울 여자》제작부장
- 1978년 《산골 나그네》제작부장
- 1980년 《깃발없는 기수》제작부장
- 1980년 《병태와 여자 2》제작부장
- 1982년 《안개 마을》제작부장
- 1983년 《겨울 여자 2》제작부장
- 1985년 《아가다》제작부장
- 1986년 《신의 아들》제작부장
- 1987년 《아다다》제작부장
- 1990년 《마유미》 ... 일본영사 시오하라 역
- 1991년 《코리언 보이》제작부장
- 1994년 《49일의 남자》 ... 사장 역
- 1995년 《여자 일기》제작부장
- 1998년 《조용한 가족》 ... 이장 역
- 2004년 《효자동 이발사》 ... 작명소 노인 역
- 2006년 《거룩한 계보》 ... 재야인사 역
- 2007년 《극락도 살인사건》 ... 강 회장 역
- 2009년 《핸드폰》 ... 장종호 역
- 2009년 《굿모닝 프레지던트》 ... 경자 참모 3 역
- 2009년 《집행자》 ... 이성환 역
- 2010년 《악마를 보았다》 ... 노의사 역
- 2010년 《퀴즈왕》 ... 국장 역
- 2011년 《로맨틱 헤븐》 ... 할아버지 역
- 2014년 《하이힐》 ... 엘리베이터 노인 역
- 2018년 《골든 슬럼버》 ... 백발 원로 1 역
- 2023년 《거미집》 ... 강 회장 역

### 드라마
- 1984년 《동토의 왕국》
- 1985년 《오성장군 김홍일》
- 1985년 《조선왕조 500년 - 임진왜란》
- 1986년 《북으로 간 여배우》
- 1986년 《조선왕조 500년 - 회천문》
- 1987년 《어느 방송인》
- 1988년 《따뜻한 남쪽나라》
- 1989년 《무풍지대》
- 1991년 《미늘》
- 1995년 《김구》
- 1995년 《제4공화국》
- 1996년 《임꺽정》
- 1998년 《나는 집으로 간다》
- 2004년 《결혼하고 싶은 여자》
- 2014년 《닥터 이방인》 - 심장내과 전문의 역
- 2017년 《슬기로운 감빵생활》
- 2019년 《악마가 너의 이름을 부를 때》 (특별출연)
- 2024년 《선산》 - 윤명길 역

## 수상
- 1975년 국립극단 모범단원 표창
- 1991년 사랑연극제 연기상
- 1992년 백상예술대상 연기상
- 1992년 문화체육관광부장관 표창
- 2010년대통령문화포장
- 2014히서연극상
- 2017년 서울연극제연기상
- 2018년평론가협회최우수연기상

## 경력
- 1970년 극단 동랑레퍼터리 단원
- 1970년 이해랑 이동극단 단원
- 1973년 국립극단 연기인양성소 5기
- 1973년 국립극단 단원